# Вострое
Вострое — деревня в Нюксенском районе Вологодской области. Административный центр Востровского сельского поселения и Востровского сельсовета.

## География
Расположена на правом берегу реки Сухоны, при автодороге А123, в 40 км к востоку от районного центра Нюксеницы. Ближайшие населённые пункты — Борщовик, Заболотье (на другом берегу реки), Леваш. Вострое расположено в 370 км от областного центра г. Вологда, в 62 км от районного центра с. Нюксеница

## История
Деревня упоминается начиная с XVII века как Вострая (Писцовые книги Устюга 1623 года). Ойконим происходит либо от названия речного мыса, на котором расположена деревня, либо от личного имени-прозвища Вострой. В 1623 году в деревне было два двора, в середине XIX века — 11 дворов.

## Население
По переписи 2002 года население — 223 человека (101 мужчина, 122 женщины). Преобладающая национальность — русские (99 %).

## Инфраструктура
В деревне расположена администрация сельского поселения. Имеются начальная школа-детсад, дом культуры, библиотека, почтовое отделение, фельдшерско-акушерский пункт, два магазина.
Автобусное сообщение связывает Вострое с районным и областным центрами.
Улицы: Заводская, Молодёжная, Набережная, Полевая, Рабочая, Центральная.